# Албатрос C.I
Албатрос C.I (нем. Albatros C.I) је једномоторни, двокрилни авион које је у току Првог светског рата развила и производила немачка фирма Albatros Flugzeugwerke за потребе немачког ваздухопловства и ратне морнарице а на основу лиценце Phönix Flugzeugwerke из из Беча за потребе Аустроугарског ваздухопловства.

## Пројектовање и развој
Авион Албатрос C.I је развијен на захтев Немачког ваздухопловства које је желело побољшану варијату претходно успешног али у погледу перформанси застарелог авиона Албатрос B.II. Најзначајнија промена је била замена чланова посаде у кокпитима авиона. Код C.I пилот је био у првом кокпиту а извиђач у другом. Тиме се добило на квалитету јер се извиђачу повећало видно поље пошто му кабина није била заклоњена крилима. Други бољитак је био то што је митраљез пребачен у други кокпит и на тај начин омогућио одбрану задње сфере авиона од све опаснијих ловачких авиона. Пребацивање извиђача у другу позицију је пилоту повећало прегледност јер му је стрелац (извиђач) сада био иза леђа. Уградњом синхронизованог митраљеза у кљун авиона не само да су повећане одбрамбене могућности авиона Албaтрос C.I него му је побољшао и борбене способности.
Албатрос Флугцојгверке је модификовао свој претходни B.II прилагођавајући га новој поставци и опремивши га снажнијим мотором Benz Bz.III са 150 KS (110 kW ), који је у међувремену постао доступан. Резултат је била летелица доброг управљања која јој је, захваљујући расположивој снази, могла да понесе још 70 kg бомби и од овог авиона направила вишенаменску летелицу која је служила за извиђање и патролирање, лаки бомбардер и школски авион. Појава овог авиона донела је предност у односу на већину летелица које су усвојиле савезничке ваздухопловне снаге.
Покушај побољшања аеродинамике летелице била је модификација C.Ia, на којој су промењени дизајн и место хладњака мотора. Није направљено много авиона C.Ia, како је започела производња напреднијих авиона ове класе Албатрос C.III, 1917. године појавила се верзија за обуку са дуплим командама C.Ib.

## Технички опис
Труп му је правоугаоног попречног пресека, полумонокок конструкције. Предњи део, у коме је био смештен мотор је био делимично обложен алуминијумским лимом, на коме су се налазили отвори за излазак топлог ваздуха из моторског простора а остали део трупа је био облепљен дрвеном лепенком. У трупу су се налазиле две одвојене отворене кабине у тандем распореду (једна иза друге). У првој кабини је седео пилот а извиђач (стрелац)  на другој позицији.
У овај авион је уграђиван један од следећих мотора: Benz Bz III снаге 150KS, Мерцедес D.III снаге 160KS или Argus As.III снаге 180KS,  Заједничко овим моторима је то што су то били линијски течношћу хлађени шестоцилиндрични мотори. На  вратилу мотора је била насађена дрвена двокрака вучна елиса фиксног корака. Хладњак за хлађење расхладне течности мотора је окачен на нападну ивицу горњег крила тиме је побољшано хлађење мотора али повећани ризици по посаду авиона.
Крила су била дрвене конструкције пресвучена импрегнираним платном релативно танког профила. Крила су између себе била повезана са четири пари паралелних упорница. Затезачи су били од клавирске челичне жице. Крилца за управљање авионом су се налазила на горњим крилима. Крила су била правоугаоног облика са полукружним крајевима. Доње крило је било нешто краће од горњег крила. Конструкције репних крила и вертикални стабилизатор као и кормило правца су била направљена од дрвета пресвучена платном. Хоризонтални репни стабилизатори су били упорницама са доње стране ослоњени на труп авиона.
Стајни трап је био класичан, фиксан са крутом осовином и бицикл точковима. Амортизација удара при слетању авиона се обављала помоћу гумених каишева а на репном делу се налазила еластична дрвена дрљача.
Стандардно наоружање Албатрос C.I је синхронизовани предњи пушкомитраљез Спандау калибра 7,92 mm и један револверски митраљез Парабелум калибра 7,92 mm у задњем кокпиту постављен на обртну рунделу. Сваки митраљез је био снабдевен са по 500 метака. Поред тога авион је могао да понесе 7 бомби по 10kg.

## Варијанте
- C.I - прва производна верзија, опремљена мотором  снаге 150 KS (110 kW ).
- C.Ia - побољшана верзија, опремљена снажнијим мотором  снаге 180 KS (132 kW ).
- C.Ib - верзија за обуку опремљена двоструким контролама које је направио Mercur Flugzeugbau.
- C.I-C.V - експериментални прототипови, направљени у по једном примерку у циљу усавршавања авиона C.I.

## Оперативно коришћење
Авион Албатрос C.I је уведен у употребу 1915. године, иако је био предвиђен за ваздушне извиђачке и осматрачке мисије у сарадњи са копненим јединицама, посаде авиона су полако почеле овај авион користити као борбену летелицу, постижући одређени успех и у овој улози. Било је то сасвим природно јер је C.I имао те предиспозиције одличне летне карактеристике и добро наоружање. Многи пилоти немачког ваздухопловства су почели своју каријеру на овом авиону а неки су од њих касније постајали познати ваздушни асови.
Албатрос C.I је био оперативан на "првој линији фронта" до 1917. године, замењен новијим знатно бољим моделима у погледу перформанси, пребачен на дужности друге линије и у летачке школе као школски авион за обуку пилота и извиђача. На крају Великог рата, због услова наметнутих Версајским уговором из 1919. године, још увек исправни примерци пребачени су у Литванију и Пољску и интегрисани у одговарајуће ваздухопловне снаге.

## Земље које су користиле овај авион
- Аустроугарска
- Бугарска
- Немачко царство
- Шведска
- Литванија
- Пољска
- Турска